# Nicholas Crow
Nicholas Crow (Rimini, 23 agosto 1989) è un cestista italiano.

## Carriera

### Club
Nicholas nasce e cresce a Rimini, città in cui il padre Mark Crow – con un trascorso in NBA – era arrivato sul finire degli anni '70 per formare insieme a Steve Mitchell la prima coppia di americani della storia del Basket Rimini.
Con la formazione riminese, Nicholas svolge la trafila delle giovanili e colleziona tre apparizioni in prima squadra nel corso della Legadue 2007-2008 quando era diciottenne. Nelle tre stagioni successive i Crabs lo girano in prestito nella terza serie nazionale, dove fa registrare una media punti in doppia cifra sia nella parentesi a Fossombrone che nei due anni a Brescia. Proprio al suo secondo e ultimo anno in terra bresciana, contribuisce alla promozione dei biancazzurri in Legadue.
Nell'agosto del 2011, complice anche la liquidazione del club riminese, Crow viene presentato dall'Upea Capo d'Orlando con cui disputa anche in questo caso la terza serie nazionale, sfiorando i 12 punti e 6 rimbalzi a partita.
Un anno più tardi debutta in Serie A con la canotta di Avellino, tuttavia è costretto a saltare gran parte del campionato a causa di un serio infortunio al polso destro che ha comportato un intervento per ricostruire il legamento dello scafoide.
Nell'estate del 2013 torna in Romagna con l'ingaggio da parte della Fulgor Libertas Forlì, con cui mette a referto 12,1 punti, 4,1 rimbalzi e 1,6 assist di media in 31,5 minuti nel campionato di Divisione Nazionale A Gold, la seconda serie dell'epoca.
Nell'annata 2014-2015 vive la sua seconda stagione in Serie A, disputata in questo caso con la Victoria Libertas Pesaro. Qui realizza poco meno di 2 punti a partita in quasi 9 minuti di utilizzo medio.
In vista della stagione 2015-2016 si unisce allo Scafati Basket in Serie A2. Durante il suo primo anno con i gialloblu, la squadra si classifica al primo posto nella regular season di Serie A2 Ovest e vince anche la Coppa Italia di Serie A2, prima di essere eliminata da Brescia nelle semifinali play-off. Al termine del suo contratto biennale, Crow rinnova con Scafati anche per una terza stagione, nella quale diventa il nuovo capitano della squadra.
Nel campionato 2018-2019 Crow è di scena all'Andrea Costa Imola, con cui sempre in A2 segna 10,4 punti in 27 minuti a gara.
Nel 2019-2020 veste nuovamente la maglia di Scafati per la quarta stagione in gialloblu della sua carriera.
Dal 1º luglio 2020 torna ufficialmente a giocare per la squadra della sua città con il passaggio a Rinascita Basket Rimini (RBR), società di recente formazione militante in terza serie, che nel frattempo aveva raccolto l'eredità dei Crabs. Tra prima e seconda fase del campionato viaggia a 13,8 punti a gara con il 39,3% al tiro da tre, ma la squadra non riesce a partecipare alle semifinali play-off poiché costretta al ritiro per via di un focolaio di COVID-19. A fine stagione, la dirigenza biancorossa decide di esercitare la clausola di uscita prevista dal suo contratto.
Il 1º dicembre 2021 viene ingaggiato dal Bologna Basket 2016, società del campionato di Serie B che però non riesce ad evitare la retrocessione in Serie C Gold a fine stagione.
Sul finire della propria carriera da giocatore fonda la startup TeamKeys, la quale fornisce strumenti digitali per lo scouting e l'analisi delle performance dei cestisti.

### Nazionale
Nell'agosto 2007 disputa i campionati europei Under-18 a Madrid con la nazionale azzurra di categoria. Successivamente viene convocato anche nell'Italia under 20.

## Palmarès
- Coppa Italia Serie A2: 1

Scafati: 2016